# Subhash Chandra Bose

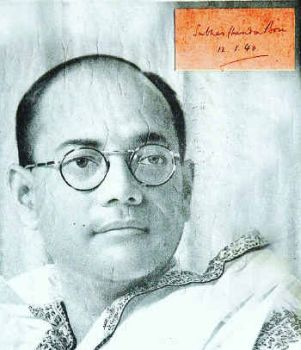
Subhash Chandra Bose, ca. 1930

Subhash Chandra Bose (Hindi सुभाष चन्द्र बोस, bengalisch সুভাষ চন্দ্র বসু Subhāṣ Candra Basu, Ausspracheⓘ, in historischer englischer Schreibweise auch Subhas Chandra Bose; genannt Netaji („Führer“); * 23. Januar 1897 in Cuttack, Odisha; † 18. August 1945 in Taipeh) war Vorsitzender des Indischen Nationalkongresses (INC) und ein Anführer der indischen Unabhängigkeitsbewegung.
Nach einer Begegnung mit Gandhi schloss er sich 1921 dem INC an, stieg schnell auf und wurde 1930 zum Oberbürgermeister von Kalkutta gewählt. Wegen seines Engagements für die Unabhängigkeit wurde er zu mehreren Haftstrafen in britischen Gefängnissen verurteilt und später unter Hausarrest gestellt. Er wurde zum einflussreichen Sprecher der Linken im Indischen Nationalkongress. Im Gegensatz zu seinen innerparteilichen Konkurrenten Gandhi und Nehru wollte Bose mit militärischen Mitteln die Unabhängigkeit Indiens erreichen und floh 1941 schlussendlich aus Indien, um im Ausland militärische Hilfe zu erbitten. Nach mehreren erfolglosen Verhandlungen wurde er 1944 (zur Zeit des Zweiten Weltkriegs) Mitbegründer und Anführer der sogenannten Indischen Legion, eines der deutschen Waffen-SS unterstellten, aus indischen Freiwilligen gebildeten Kampfverbandes, sowie später der Indian National Army, einer Hilfstruppe der japanischen Armee. Aufgrund dessen werden die Methoden von Bose, trotz der Verehrung wegen des Einsatzes für die Unabhängigkeit, bis heute in Indien kontrovers diskutiert.

## Leben

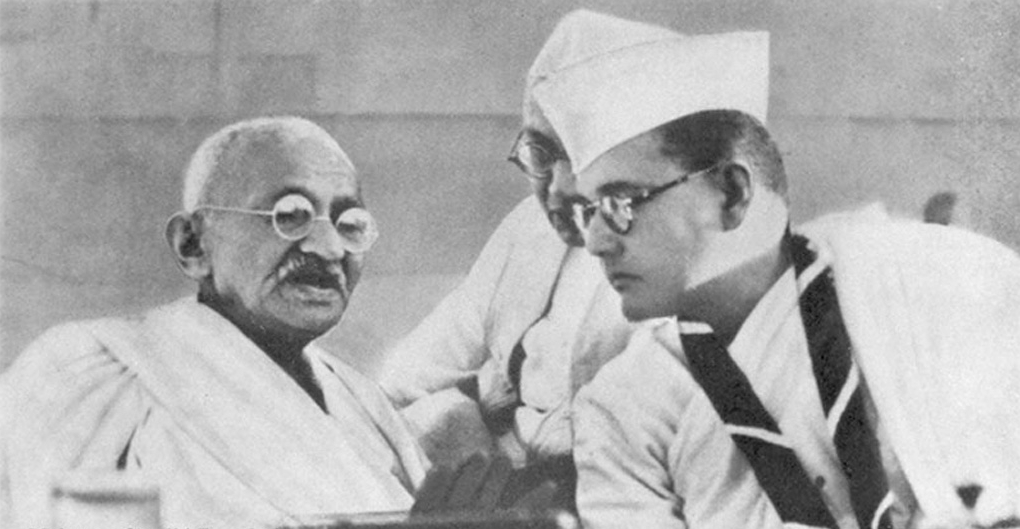
Gandhi (links) mit Bose im Jahr 1938

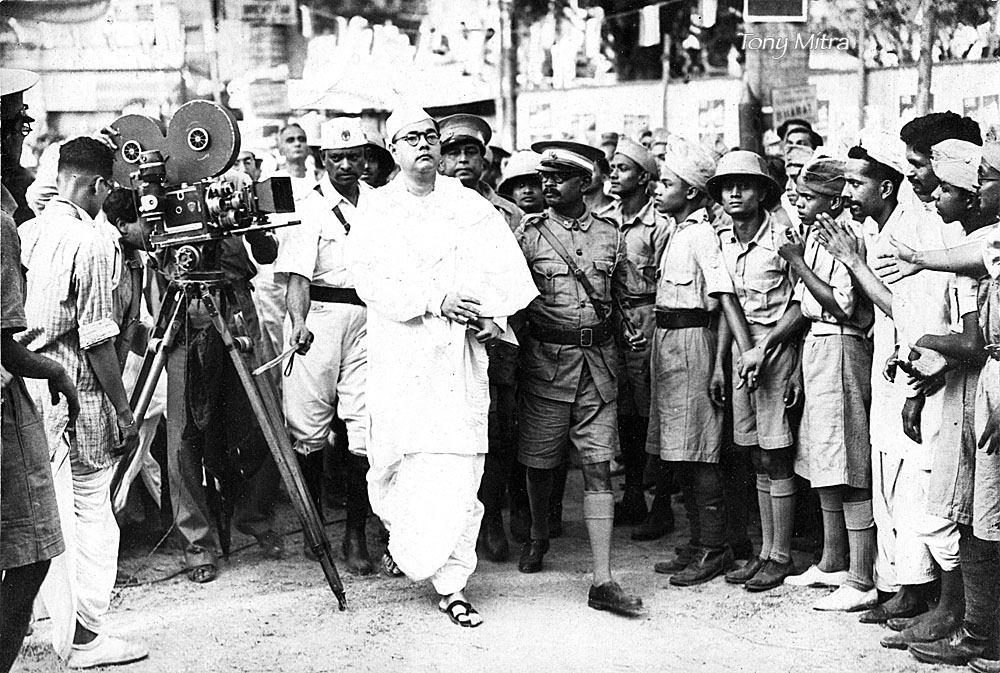
Bose bei einem Treffen des Präsidiums der Kongresspartei 1939

Subhash Chandra Bose wurde in eine bengalische Hindu-Familie in Cuttack in der damaligen Provinz Bengalen als neuntes von vierzehn Kindern geboren. Seine Eltern waren Prabhavati Devi und Janakinath Bose. Der Vater war ein wohlhabender Rechtsanwalt. Der Sohn besuchte zunächst wie seine Geschwister die örtliche, von einer Baptistenmission geführte Schule und ab 1909 die Ravenshaw Collegiate School in Cuttack. Nach dem Schulabschluss 1913 begann er für kurze Zeit ein Studium am Presidency College in Kalkutta. Danach wechselte er an das Scottish Church College der University of Calcutta, wo er 1918 den Grad eines B.A. in Philosophie erwarb. 1919 reiste er nach England, um seine Studien in Cambridge fortzusetzen. Damit entsprach er dem Wunsch seines Vaters, der sich für seinen Sohn eine Laufbahn in den Indian Civil Services, dem höheren Verwaltungsdienst Britisch-Indiens, wünschte. Er brach jedoch die Ausbildung trotz bestandener Examina ab, da es ihm inakzeptabel schien, als Angestellter der Kolonialmacht im eigenen, kolonisierten Land zu arbeiten, und kehrte am 23. April 1921 nach Indien zurück.
In seiner Jugend war Bose stark von den Lehren Swami Vivekanandas beeinflusst. Er begegnete 1921 Mahatma Gandhi und schloss sich dem Indischen Nationalkongress (INC) an. Unter Gandhis Vermittlung arbeitete er für den Bengalen Chittaranjan Das, den er später als seinen politischen Lehrer bezeichnete. Bose entwickelte großes organisatorisches Talent. Er stieg in der Stadtverwaltung Kalkuttas schließlich bis zum Bürgermeister auf und wurde Führer des Jugendflügels seiner Partei.  Boses stark anti-britische Haltung brachte ihm zwischen 1920 und 1941 elf Gefängnisaufenthalte mit einer Dauer bis zu drei Jahren ein.
1927 wurde er gemeinsam mit Jawaharlal Nehru Generalsekretär der Kongresspartei und zum Vorsitzenden des bengalischen INC-Provinzkomitees gewählt. Radikaler als die anderen Führungsmitglieder des Indian National Congress bestand Bose auf sofortiger und umfassender Souveränität für Indien. Es gelang ihm, jüngere Mitglieder der Parteispitze wie Nehru für seine Position zu gewinnen, so dass dieses Ziel letztendlich ins Parteiprogramm aufgenommen wurde. Er trat in Opposition zu den Ideen Gandhis.
Von 1933 bis 1936 hielt sich Bose in Europa auf, wo er unter anderem Benito Mussolini, Edvard Beneš, Clement Attlee und Romain Rolland traf. Er war davon überzeugt, dass die Freiheit Indiens nur mit außenpolitischer Unterstützung zu verwirklichen sei. Daneben glaubte er an die Notwendigkeit einer zunächst stark autoritären Führung des unabhängigen Indiens nach dem Vorbild der Türkei Kemal Atatürks.

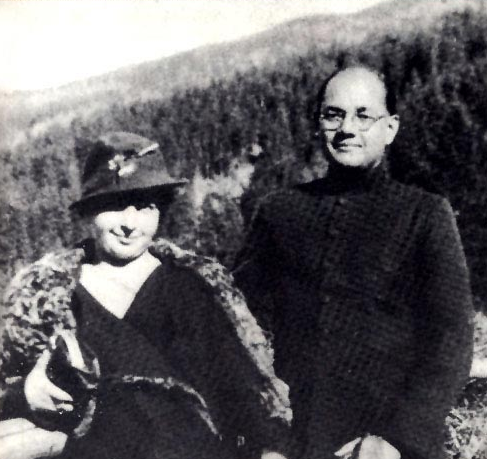
Subhas Bose mit seiner Frau ca. 1937

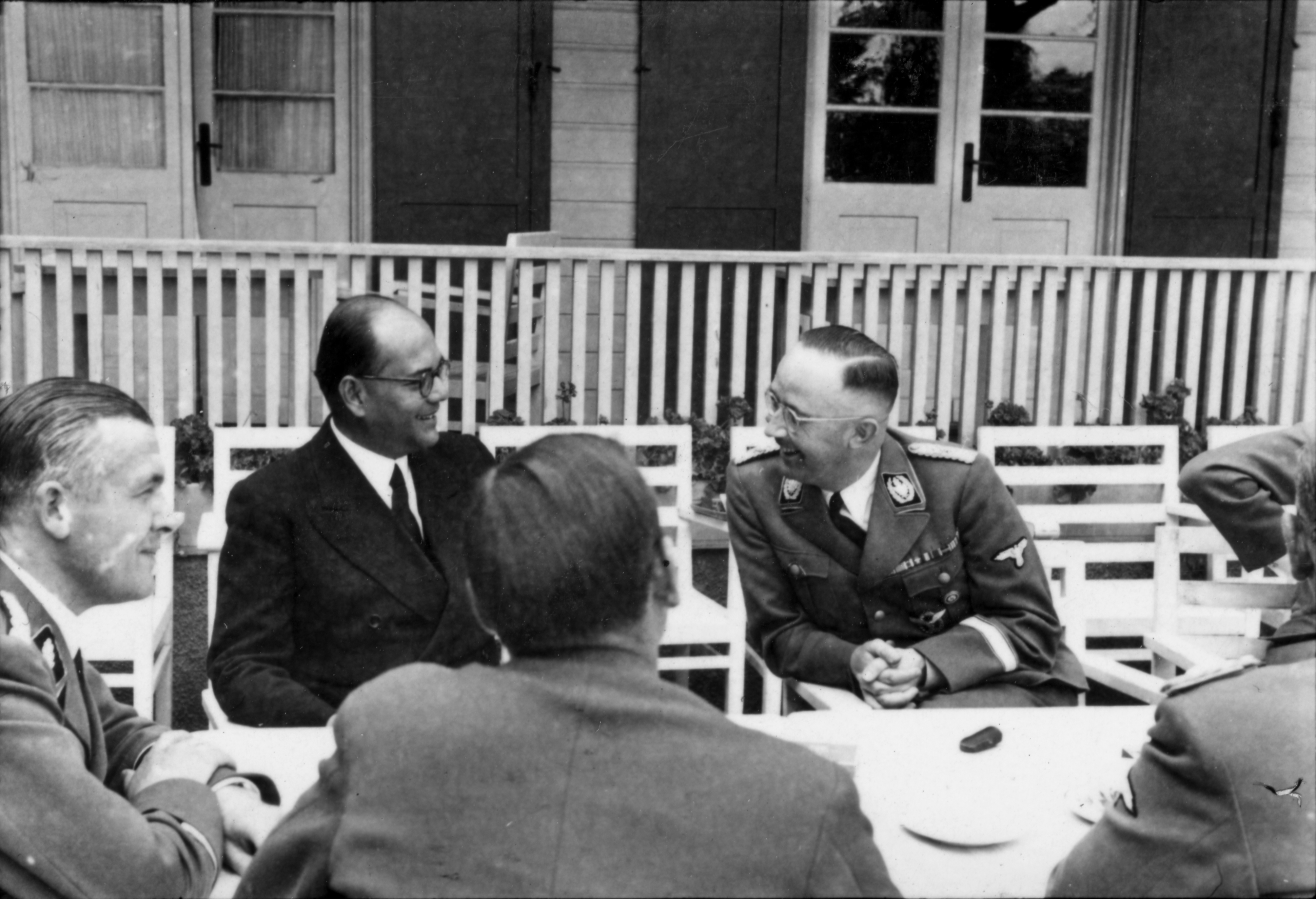
Bose (2.v.l.) bei Heinrich Himmler (r.) in der Feldkommandostelle Hochwald (1942, Fotograf Kurt Alber)

Subhash Chandra Bose heiratete 1937 die Österreicherin Emilie Schenkl (1910–1996) in Bad Gastein. 1942 wurde seine Tochter, die spätere Augsburger Universitätsprofessorin Anita Bose-Pfaff, geboren. Von einzelnen Kreisen in Indien werden die Eheschließung und Vaterschaft bestritten. Bose protestierte gegenüber der nationalsozialistischen deutschen Regierung gegen die deutschen Rassengesetze, von denen auch die in Deutschland lebenden Inder betroffen waren.
Mit Herannahen des Zweiten Weltkrieges warnte Bose Inder wie auch Briten davor, Indien in einen Krieg hineinzuziehen. Bose wurde in dieser Zeit zweimal zum Vorsitzenden des Kongresses gewählt, 1938 und 1939, wobei er sich bei der zweiten Wahl gegen den von Mahatma Gandhi unterstützten Kandidaten Bhogaraju Pattabhi Sitaramayya durchsetzte. Nach seiner zweiten Wahl versuchte er eine Resolution einzubringen, die die Briten unter Androhung einer militanten Revolte zur Übergabe Indiens an die Inder innerhalb von sechs Monaten zwingen sollte. Dabei stieß er auf starken Widerstand in den eigenen Reihen. Durch geschickte Winkelzüge gelang es Gandhi, Bose im Kongress zu isolieren und schließlich zum Rücktritt zu zwingen. Bose gründete 1939 die Parteiströmung All India Forward Bloc. Der Kongress verlor den Großteil seiner Anhänger in Bengalen, die Bose die Treue hielten.
Am 3. September 1939 erklärte der britische Vizekönig Lord Linlithgow, ohne die führenden politischen indischen Kräfte zu konsultieren, nach Kriegsausbruch den Kriegszustand auch für Indien auf der Seite Großbritanniens. Daraufhin traten die Regierungen der Kongresspartei in den sieben von ihnen regierten Provinzen Indiens zurück und Bose initiierte eine Massenbewegung gegen den Einsatz indischer Ressourcen und Soldaten für den Krieg auf Seiten des britischen Empire. Er wurde erneut inhaftiert; nach seinem Hungerstreik stellten ihn die Briten unter Hausarrest, da sie Ausschreitungen für den Fall befürchteten, dass ihm in der Haft etwas zustieße.
1941 floh Subhash Chandra Bose zuerst nach Kabul. Auf dem Landweg gelangte er über Moskau (wo er vergeblich um Unterstützung bat) weiter in das Deutsche Reich. Britische Pläne, Bose auf der Reise zu liquidieren, schlugen fehl. Im Februar 1942 rief er in einer Radioansprache zur „Befreiung Indiens“ auf. Bose bemühte sich bei den deutschen Machthabern um Unterstützung für die Unabhängigkeit Indiens.
Die NS-Führung hatte Vorbehalte gegenüber den indischen Unabhängigkeitskämpfern und verweigerte eine offizielle Erklärung zur Unabhängigkeit Indiens. Nach einigen erfolglosen Versuchen und unter der Betreuung von Adam von Trott zu Solz gelang es ihm, am 29. Mai 1942 Außenminister Joachim von Ribbentrop und anschließend Adolf Hitler zu treffen. Dieser reagierte ablehnend, willigte aber schließlich ein, aus indischen Kriegsgefangenen ein Freiwilligenkorps, die „Legion Freies Indien“ zu bilden, das zunächst auf deutscher Seite und eventuell später auch in Indien kämpfen sollte. Im Übrigen verwies Hitler Bose an die Japaner, die auf dem asiatischen Kontinent Indien viel näher gekommen waren und bereits niederländische, britische und französische Kolonien besetzt hielten. Bose warb unter den indischen Kriegsgefangenen um Freiwillige für seine Idee. Die Indische Legion wurde dann im sachsen-anhaltischen Annaburg und im sächsischen Königsbrück (Anfang 1944 auf dem Gelände des dortigen Truppenübungsplatzes) aufgebaut und der Waffen-SS unterstellt. Die indischen Soldaten trugen Wehrmachtsuniform und viele dazu auch Turban. Ihren Fahneneid legten sie sowohl auf Hitler als auch auf Bose ab.

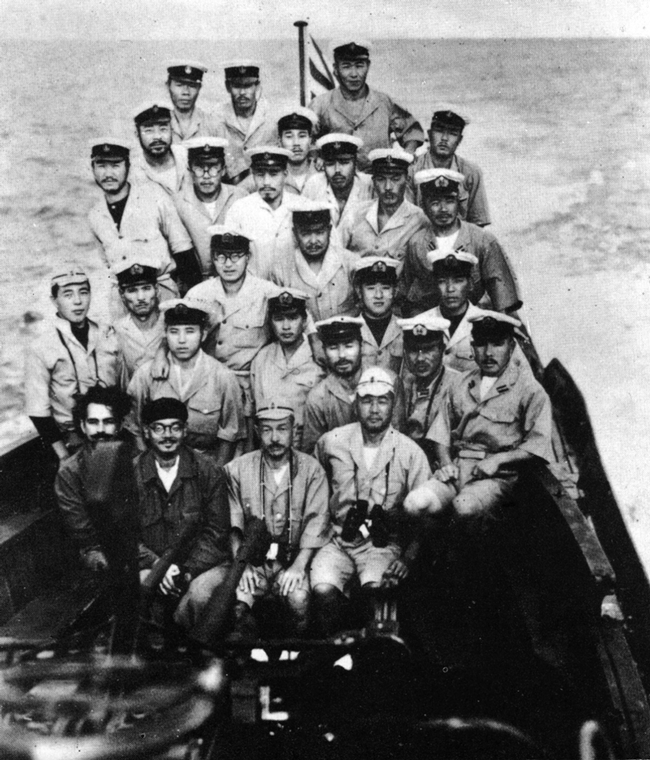
Bose (1. Reihe, 2. v.l.) auf dem japanischen U-Boot I-29

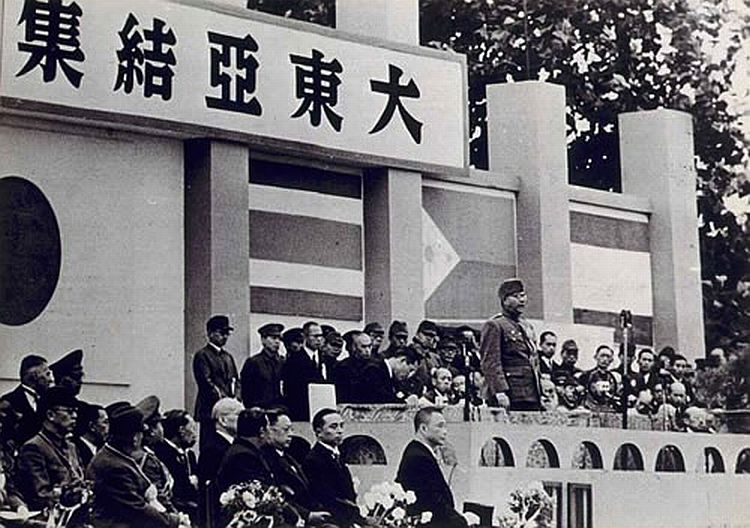
Bose bei einer Rede 1943 in Tokio

Am 8. Februar 1943 verließ Bose Deutschland von Kiel aus auf dem U-Boot U 180 in Richtung Japan, wurde am 28. April 1943 bei Madagaskar von dem japanischen U-Boot I-29 übernommen und im japanisch besetzten Singapur wohlwollend empfangen. Er wurde zum Führer der indischen Armee erklärt, einer japanischen Hilfstruppe, bestehend aus ungefähr 40.000 Indern aus Singapur, die sich aus britischen Kriegsgefangenen und indischen Plantagenarbeitern in Südostasien rekrutierte und die er zur Indian National Army (INA) ausbaute. Subhash Chandra Bose gründete am 21. Oktober 1943 eine Exilregierung unter dem Namen Azad Hind (Freies Indien), die von den Achsenmächten anerkannt wurde. Die zu Indien gehörende Inselgruppe der Andamanen und Nikobaren wurde von der japanischen Regierung pro forma an Bose und die INA übergeben, was jedoch ohne praktische Konsequenzen blieb.
Während der großen bengalischen Hungersnot 1943 bot Bose der britischen Kolonialregierung die Lieferung von Reis aus dem japanisch besetzten Birma an. Diese Hilfsaktion wurde von der britischen Regierung abgelehnt; etwa zwei Millionen Bengalen kamen ums Leben. Die Japaner, selbst an Indien wenig interessiert, inzwischen auch vom Kriegsgeschehen und eigenen Niederlagen gegen die westlichen Alliierten im Pazifik geschwächt, überließen das Regiment den verbündeten Indern, die von Birma aus mit drei Divisionen über die indische Grenze marschierten und an der japanischen Frühjahrsoffensive 1944 teilnahmen. Die japanische Kapitulation nach den Atombombenabwürfen auf Hiroshima und Nagasaki beendete den Krieg und die japanischen Ambitionen in Asien. Die Indian National Army kapitulierte zwangsläufig gleichzeitig.

## Tod
Bose befand sich in Singapur und wollte unmittelbar nach der Kapitulation Japans nach Tokio fliegen. Sein Flugzeug stürzte kurz nach dem Start in Taiwan ab. An den dabei erlittenen Brandverletzungen starb Bose am 18. August 1945.
Spekulationen über Boses Verbleib in Indien wurden gleichwohl laut; sein Tod wurde vielfach geleugnet. Nach einer indischen Verschwörungstheorie soll Bose in sowjetischer Gefangenschaft in Sibirien umgekommen sein. Hierfür gibt es keine hinreichenden Anhaltspunkte. Der Bericht einer Untersuchungskommission zu Boses Verbleib wurde der indischen Regierung im November 2005 übergeben.

## Rezeption und Nachwirken

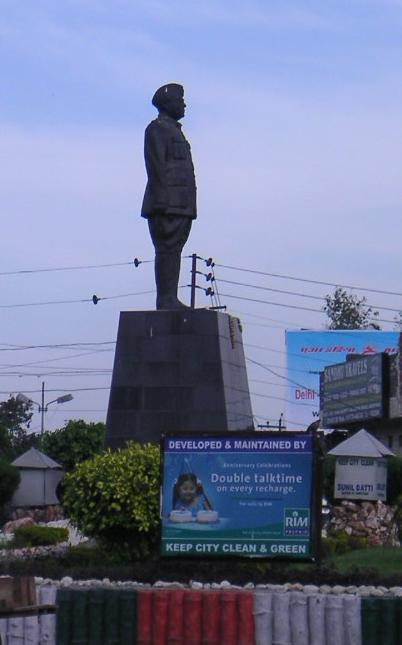
Statue von Subhash Chandra Bose in Amritsar

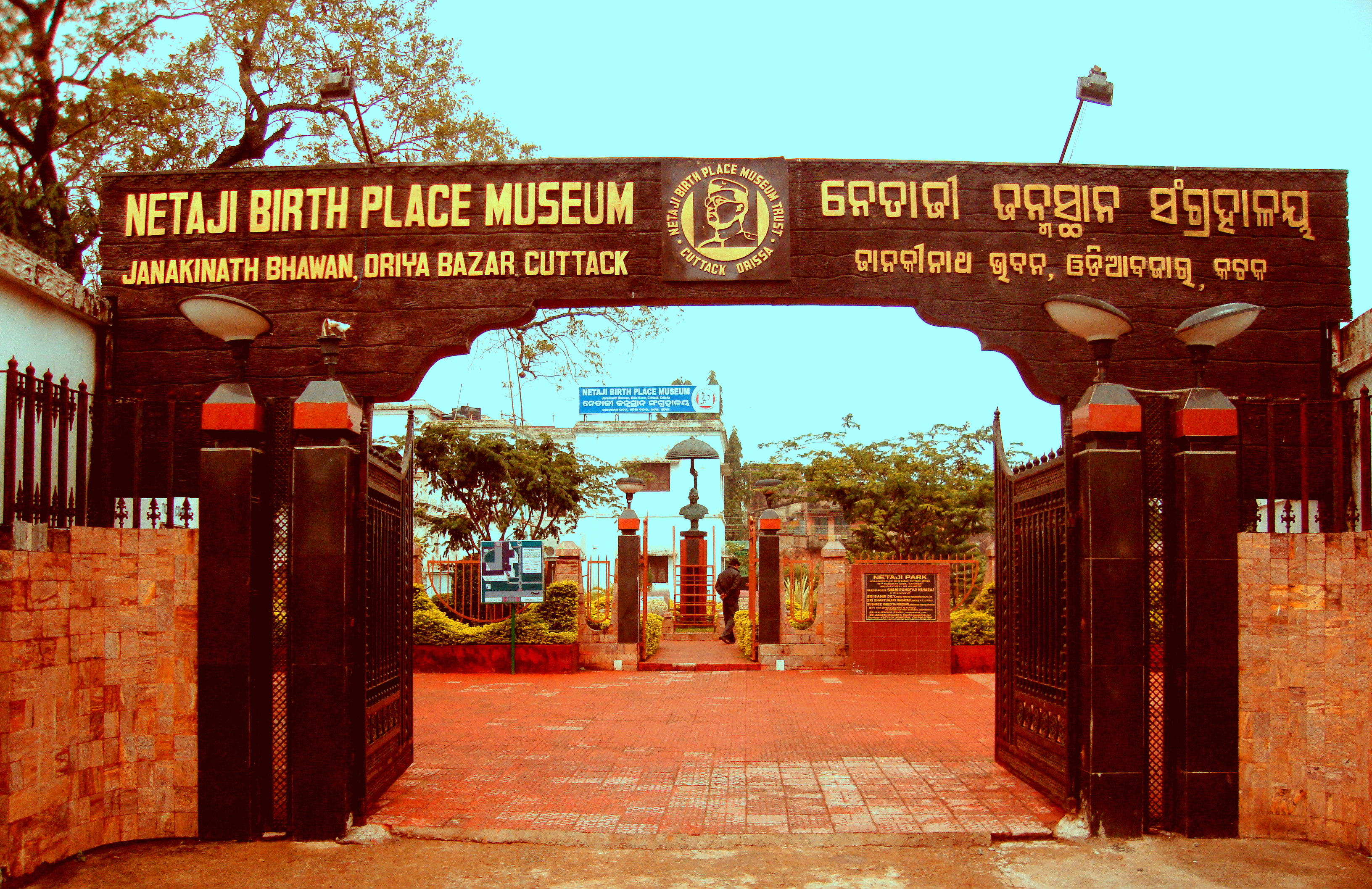
Museum in Boses Geburtsort Cuttack

Bei der Rückeroberung Birmas durch britische Truppen 1945 kam es zu Verbrüderungsszenen zwischen Indern in der British Army und der zuvor von Bose geführten INA. Die Generäle der Indian National Army wurden von der britischen Kolonialmacht vor Gericht gebracht; zu einer Verurteilung kam es jedoch nicht, da die Briten landesweite Proteste befürchteten. Neben Massendemonstrationen kam es zu einer Meuterei in der Royal Navy. Erstmals war der indische Nationalismus auf indische Soldaten übergesprungen, die bisher als loyal galten. Die Briten erließen deshalb eine Generalamnestie für die Armeeangehörigen.
Während Boses Beitrag zur indischen Unabhängigkeit, insbesondere für das Freiheitsbewusstsein der Inder, heute unbestritten ist, werden die von ihm bevorzugten Mittel noch immer kontrovers diskutiert. Er wurde jedoch besonders in seiner bengalischen Heimat zur Legende und wird auch heute noch respektvoll als Netaji (in etwa: verehrter Führer) bezeichnet.
Der internationale Flughafen von Kolkata im Vorort Dum Dum heißt heute Netaji Subhash Chandra Bose International Airport, eine Universität wurde ebenfalls nach ihm benannt. Die bereits von der provisorischen Regierung Azad Hind benutzte Hymne Jana Gana Mana wurde als Nationalhymne des Staates Indien übernommen, ebenso die Trikolore der indischen Nationalflagge. In ganz Indien, insbesondere aber in Westbengalen sind zahlreiche Statuen von Subhash Chandra Bose errichtet worden.
Nach der Unabhängigkeit ist Bose lange Zeit von der indischen Regierung in der Öffentlichkeit kaum erwähnt worden. Eine posthume Verleihung des Bharat Ratna an Bose durch die indische Regierung im Jahr 1992 wurde wieder zurückgenommen, da der Nachweis seines Todes nicht geführt wurde und somit entsprechend einer Direktive des Supreme Court of India die posthume Natur der Auszeichnung als nicht begründet erachtet wurde.
Über Boses Leben gibt es mehrere Kinoverfilmungen, die erste 1950 von Bimal Roy und zuletzt 2005 durch Shyam Benegal.
In seinem Artikel Der vergessene Freiheitsheld. Subhas Chandra Boses umstrittenes Engagement für die Unabhängigkeit bilanzierte Jochen Reinert 2007:

„Das Engagement Subhas Chandra Boses für die Befreiung Indiens von der britischen Kolonialherrschaft ist umstritten. Obwohl ein enger Mitstreiter Nehrus auf dem linken Flügel des Indischen Nationalkongresses tut man sich bis heute schwer mit seinem Erbe. Ein Grund dafür ist Boses Bemühen, Nazideutschland als Bündnispartner gegen die Briten zu gewinnen.“

Die indische Regierung unter dem Premier Modi inszeniert Bose als Held der Unabhängigkeitsbewegung. Seine acht Meter hohe Statue aus schwarzem Granit in Neu-Delhi wird zum nationalistischen Fixpunkt der hindu-nationalistischen Partei BJP.

## Filmische Rezeption
Sein Leben, insbesondere die letzten fünf Lebensjahre, wurden 2004 in dem Hindi-Film Netaji Subhas Chandra Bose: The Forgotten Hero von Regisseur Shyam Benegal illustriert.
Im Film RRR von 2022 erscheint ein Bild von Bose im Schlusslied (Sholay).

## Veröffentlichungen
- Das freie Indien und seine Probleme, in: Wille und Macht (Führerorgan der nationalsozialistischen Jugend) Heft 8, August 1942.